# Élections législatives françaises de 1936
Les élections législatives françaises de 1936 ont lieu les 26 avril et 3 mai. Elles élisent la XVIe législature, qui sera la dernière de la Troisième République. 
Le Front populaire remporte le scrutin et la Section française de l'Internationale ouvrière (SFIO) devient à cette occasion le premier parti du pays en raison de son poids électoral — ce qui conduit au premier gouvernement dirigé par un socialiste, celui de Léon Blum. De même, le Parti communiste (PC-SFIC) gagne en poids politique et en influence. Cependant, du fait des divisions internes et à la désapprobation de Moscou, les communistes décident de soutenir sans participer au gouvernement socialiste. De leur côté, les radicaux perdent en influence au profit des deux autres grands partis du Front populaire. 
Elles se déroulent au scrutin uninominal masculin à deux tours par arrondissements, selon la loi de juillet 1927. Le 29 juillet 1939, la volonté belliciste de l'Allemagne pousse le gouvernement à augmenter la durée de la législature de deux ans. Ce sont les dernières élections législatives de la Troisième République.

## Résultats
Le nombre d'électeurs inscrits 11 971 923, est supérieur de 231 030 à celui des inscrits des précédentes élections législatives de 1932. Le nombre de suffrages exprimes, 9 847 266 a lui progresse de 267 784. Le taux d'abstention est passé de 16,62 % en 1932 à 15,63 % en 1936. Le nombre de candidats au premier tour est de 4815. 185 députés ont été élus au premier tour. 

### Résultats nationaux
|                            |                                                         |                                                       |           |        |        |  |  |  |  |
| Coalitions                 | Coalitions                                              | Coalitions                                            | Votes     | %      | Sièges |  |  |  |  |
|                            |                                                         | Section française de l'Internationale ouvrière (SFIO) | 1 878 513 | 19,18  | 149    |  |  |  |  |
|                            | Parti communiste-SFIC (PC-SFIC)                         | 1 492 020                                             | 15,23     | 72     |        |  |  |  |  |
|                            | Parti républicain radical et radical-socialiste (PRRRS) | 1 486 464                                             | 15,17     | 115    |        |  |  |  |  |
|                            | Union socialiste républicaine (USR)                     | 648 406                                               | 6,62      | 44     |        |  |  |  |  |
|                            | Parti d'unité prolétarienne (PUP)                       | 184 765                                               | 1,89      | 6      |        |  |  |  |  |
| Total Front populaire (FP) | Total Front populaire (FP)                              | 5 690 168                                             | 57,78     | 386    |        |  |  |  |  |
|                            |                                                         | Alliance démocratique (AD)                            | 2 089 166 | 21,33  | 82     |  |  |  |  |
|                            | Fédération républicaine (FR)                            | 1 642 326                                             | 16,77     | 100    |        |  |  |  |  |
|                            | Parti démocrate populaire (PDP)                         | 373 943                                               | 3,82      | 42     |        |  |  |  |  |
| Total Droite parlementaire | Total Droite parlementaire                              | 4 105 435                                             | 41,69     | 224    |        |  |  |  |  |
|                            |                                                         |                                                       |           |        |        |  |  |  |  |
| Total                      | Total                                                   | Total                                                 | 9 847 266 | 100,00 | 610    |  |  |  |  |

### Composition sociologique de la Chambre des députés
Les élections envoient 110 avocats et huit professeurs de droit à la Chambre des députés (ils étaient 140 avocats et neuf professeurs de droit en 1924, lors du Cartel des gauches).

## XVIelégislature
Président de la République : Albert Lebrun
Président de la Chambre des députés : Édouard Herriot
| Président du Conseil | Président du Conseil | Président du Conseil | Parti       | Dates (Durée)                                        | Gouvernement  | Composition initiale                                       | Coalition                                        | Sièges    |
| -------------------- | -------------------- | -------------------- | ----------- | ---------------------------------------------------- | ------------- | ---------------------------------------------------------- | ------------------------------------------------ | --------- |
| 1                    | Léon Blum            | Léon Blum            | SFIO        | 4 juin 1936 - 21 juin 1937 (1 an et 17 jours)        | Blum I        | 3 ministres d'État 17 ministres 13 sous-secrétaires d'État | Front populaire (SFIO-PRRRS-PC-SFIC-USR)         | 386 / 608 |
| 2                    | Camille Chautemps    | Camille Chautemps    | PRRRS       | 22 juin 1937 - 14 janvier 1938 (6 mois et 16 jours)  | Chautemps III | 3 ministres d'État 16 ministres 14 sous-secrétaires d'État | Front populaire (SFIO-PRRRS-PC-SFIC-USR-JR)      | 386 / 608 |
| 2                    | Camille Chautemps    | Camille Chautemps    | PRRRS       | 18 janvier - 10 mars 1938 (1 mois et 20 jours)       | Chautemps IV  | 2 ministres d'État 17 ministres 13 sous-secrétaires d'État | Front populaire (SFIO-PRRRS-PC-SFIC-USR-JR)      | 386 / 608 |
| 3                    | Léon Blum            | Léon Blum            | SFIO        | 13 mars - 8 avril 1938 (26 jours)                    | Blum II       | 4 ministres d'État 18 ministres 12 sous-secrétaires d'État | Front populaire (SFIO-PRRRS-PC-SFIC-USR-JR)      | 386 / 608 |
| 4                    | Édouard Daladier     | Édouard Daladier     | PRRRS       | 12 avril 1938 - 11 mai 1939 (1 an et 29 jours)       | Daladier III  | 18 ministres 1 sous-secrétaire d'État                      | Concentration républicaine (PRRRS-USR-AD-RI-PDP) | 309 / 608 |
| 4                    | Édouard Daladier     | Édouard Daladier     | PRRRS       | 11 mai - 13 septembre 1939 (4 mois et 2 jours)       | Daladier IV   | 18 ministres 1 sous-secrétaire d'État                      | Concentration républicaine (PRRRS-USR-AD-RI-PDP) | 309 / 608 |
| 4                    | Édouard Daladier     | Édouard Daladier     | PRRRS       | 13 septembre 1939 - 20 mars 1940 (6 mois et 7 jours) | Daladier V    | 20 ministres 2 sous-secrétaires d'État                     | Concentration républicaine (PRRRS-USR-AD-RI-PDP) | 309 / 608 |
| 5                    | Paul Reynaud         | Paul Reynaud         | DVD         | 21 mars - 16 juin 1940 (2 mois et 25 jours)          | Reynaud       | 2 ministres d'État 18 ministres 1 sous-secrétaire d'État   | Union nationale (AD-PRRRS-SFIO-USR-FR-PDP-PSF)   | 389 / 608 |
| 6                    | Philippe Pétain      | Philippe Pétain      | Indépendant | 16 juin - 10 juillet 1940 (24 jours)                 | Pétain        | 1 ministre d'État 16 ministres 2 sous-secrétaire d'État    | Union nationale (AD-PRRRS-SFIO-USR-FR-PDP-PSF)   | 536 / 608 |